# Caso Eduardo Siqueira
O caso Eduardo Siqueira refere-se ao episódio onde um guarda municipal multou o desembargador Eduardo Almeida Prado Rocha de Siqueira pelo não-uso de máscara durante a pandemia de COVID-19. O ocorrido foi filmado e teve grande repercussão em redes sociais, se tornando um dos casos mais comentados no país por ser um exemplo notório de "carteirada". Por determinação do CNJ, caso resultou na aposentadoria compulsória de Eduardo.

## Antecedentes
Sua família é de extrema influência na sociedade brasileira. Enquanto a família Almeida Prado está atrelada ao período imperial, a família Rocha de Siqueira está inserida no meio judiciário. Seus parentes possuem cargos importantes, fazendas e imóveis.
Eduardo Siqueira possui um histórico envolvendo diversos episódios polêmicos. Em uma ocasião, chegou a berrar com uma copeira por exigir um suco de morango, mesmo que não estivesse na época certa do ano. Também já chegou a ordenar que seu motorista passasse por cima da cancela de um pedágio por não querer esperar que seu carro fosse liberado. Em outra ocasião, questionou o estado de saúde de uma ascensorista grávida, afirmando que esta "rebaixaria a classe dos magistrados."
Ele foi processado por injúria e difamação em 1990 por depor contra a posse de Maria Lúcia Pizzotti ao cargo de juíza, porém a ação foi prescrita pelo entendimento de que apenas o depoimento não era o suficiente para sustentar o processo. A magistrada também relata que em certo dia, Eduardo chegou inclusive a ordernar a parada do carro em que estava e dar ré para questionar de forma agressiva se ela estaria falando dele com os colegas. Ela diz que foi aberto um processo, mas que este foi arquivado por Ivan Sartori pela ausência do fato concreto, mesmo que tudo tenha sido gravado pelas câmeras de segurança e houvesse testemunhas no local. Eduardo também chegou a chefiar a coordenação da área de saúde, sendo responsável pelos cuidados médicos dos funcionários do tribunal. Posteriormente, o próprio Ivan Sartori também foi flagrado não usando máscara.
No total, Eduardo siqueira foi alvo de quarenta apurações, mas todas foram arquivadas.

## Descrição
Em 18 de julho de 2020, o desembargador Eduardo Almeida Prado Rocha de Siqueira estava andando na baixada santista e foi abordado pelos guardas municipais  Roberto Guilhermino e Cícero Hilário, que lhe pediram para que colocasse a máscara . A operação foi parte de um esforço da prefeitura de Santos para melhorar a adesão da máscara no município durante a pandemia de COVID-19. Como resposta, o desembargador diz que não tinha o costume de andar com máscara, que resultou em uma multa de cem reais. O desembargador, então, passa a humilhar os guardas, dizer que não obedeceria pois "...decreto não é lei," e ameaça ligar para o Secretário de Segurança Pública do município, Sérgio Del Bel. Durante a ligação, Eduardo chama o guarda que fez a abordagem de analfabeto, e após receber a multa, ele a rasga na sua frente. Toda a operação estava sendo filmada devido às câmeras grava-tudo, e o vídeo "viralizou" na internet. Um segundo vídeo surgiu, onde Eduardo aparece ofendendo outro policial, o ameaçando ao dizer que seu "...irmão é o procurador de Justiça que atua na Polícia Militar," mostrando que o caso com Cícero era uma reincidência.  Um terceiro vídeo veio à tona, mostrando Eduardo tentando impor-se superior ao falar francês com o guarda.

## Repercussão

### Multas
Eduardo Siqueira foi multado pela prefeitura de Santos por não usar máscara em público e por descartar lixo fora do local apropriado, totalizando o valor de trezentos reais e trinta centavos.

### Processo
Devido às repercussões, o TJSP pediu a imediata apuração dos fatos. Pelo entendimento da corregedoria, a conduta de Eduardo infringe a Lei Orgânica da Magistratura Nacional (Loman) e o Código de Ética da Magistratura. Em sua defesa, Eduardo Siqueira afirma que o vídeo foi tirado do contexto e que estava protestando contra a imposição de máscaras por um "...simples decreto," e que se exaltou por não ter sido a primeira vez que foi abordado por esse motivo. Já o presidente OAB, Alberto Carlos Dias, soltou uma nota dizendo que o ocorrido se deu pelo fato de Eduardo ser idoso e a abordagem policial ter sido abrupta. Porém, posteriormente, a OAB afirmou que a nota foi publicada sem autorização. A CNJ retirou a investigação do TJSP para evitar parcialidade. Ela determinou o afastamento de Eduardo de seu cargo para aprofundar as investigações em um processo administrativo disciplinar, porém o desembargador continua recebendo o salário bruto de trinta e cinco mil e quatrocentos reais, sem contar outros benefícios.
Apesar do processo, Eduardo Siqueira foi flagrado mais uma vez andando na baixada santista sem máscara.
O pedido de investigação foi vetado por Raul Araújo, do Ministério Público Federal, mas a procuradoria interpôs agravo regimental pelo STJ.
Cícero, o policial chamado de analfabeto, pediu uma indenização de cento e doze mil reais, porém o juiz José Alonso Beltrame Júnior, da 10ª Vara Cível de São Paulo, condenou Eduardo a pagar vinte mil reais. 
Também foi aberto outro inquérito no STF para apurar se foi cometido abuso de autoridade no caso por parte de Eduardo Siqueira, mas este foi arquivado por Gilmar Mendes, até que seja analisado o habeas corpus preparado pela defesa. 
A defesa afirma que Eduardo Siqueira sofre de problemas psicológicos e que foi privado de seus medicamentos devido à pandemia. Ela também afirma que a abordagem foi armada, e como evidência mostram que foi o próprio policial quem publicou o vídeo na internet. Também é afirmado que a defesa não foi ouvida pelo STJ, contrariando o princípio de ampla defesa.

### Repercussão na internet
Internautas ironizaram a arrogância do desembargador e compararam o policial que o abordou a Dalai-Lama devido a sua paciência, e o ato em si foi comparado ao que ocorreu com George Floyd, nos Estados Unidos. Por conta disso, Eduardo Siqueira foi apelidado de DC, ou Desembargador Carteirada. O ato também inspirou charges feias por Nando Motta, Gilmar Machado Barbosa e outros.

### Repercussão internacional
O caso ganhou notoriedade e foi repercutido pelo jornal Bloomberg, como mais um exemplo de desigualdade no Brasil.

### Condecoração dos guardas
No dia 20 de julho de 2020, os guardas municipais Cícero Hilário e Roberto Guilhermino foram homenageados pelo prefeito Paulo Alexandre Barbosa, recebendo medalhas pela conduta exemplar. A cerimônia ocorreu no Salão Nobre do Palácio José Bonifácio, sede da prefeitura, com o número restrito de convidados devido à pandemia.